# Megalopyge krugii
Megalopyge krugii, también conocida como plumilla, es una polilla de la familia Megalopygidae. Descrita por Hermann Dewitz en 1897, es una especie endémica de Puerto Rico. Sus larvas son gregarias y pueden llegar a agruparse cientos de individuos. Causan irritación y una sensación de ardor al entrar en contacto con la piel humana.